# Walker, Texas Ranger
Walker, Texas Ranger és una sèrie de televisió de crim d'acció estatunidenca creada per Leslie Greif i Paul Haggis. Es va inspirar en la pel·lícula McQuade, el llop solitari, també protagonitzada per Chuck Norris com a membre de la Texas Ranger Division. La sèrie es va emetre a CBS a la primavera de 1993, amb la primera temporada formada per tres episodis pilot. Vuit temporades completes van seguir amb nous episodis emesos des del 25 de setembre de 1993 fins al 19 de maig de 2001, i es van repetir a CBS fins al 28 de juliol de 2001. S'ha emès a més de 100 països i va generar una pel·lícula de televisió de 2005 titulada Trial by Fire. La pel·lícula va acabar amb un final de suspens, que mai es va resoldre. S'han llançat conjunts de DVD de totes les temporades (amb els tres pilots empaquetats amb la primera temporada regular). En diversos moments des de 1997, les reposicions del programa s'han emès, en redifusió, a USA Network i Action al Canadà. Actualment es veuen reposicions a CBS Action, WGN America, CMT, INSP, getTV, Pluto TV, Heroes & Icons, Grit, 10 Bold, Peacock TV, Up TV i Hulu.
La sèrie va destacar pel seu estil moralista. Els personatges es van abstenir de consumir drogues i van participar en serveis comunitaris. Les arts marcials es van mostrar de manera destacada com l'eina principal de l'aplicació de la llei i, ocasionalment, com una eina per a Walker i companyia per arribar a la comunitat.

## Argument
El rànger Cordell Walker (Chuck Norris) és un expert en arts marcials, defensor de la justícia i exlluitador de la guerra del Vietnam que combat els delictes de la ciutat de Dallas. L'acompanyen inicialment l'antic jugador de futbolis americà de Baltimore Jimmy Trivette (Clarence Gilyard), l'antic ranger C.D. Parker (Noble Willingham) i l'assistent del fiscal Alex Cahill (Sheree J. Wilson), que al llarg de la sèrie es converteix en la seva parella. Després se sumen els rangers Francis Gage (Judson Mills) i Sidney Cooke (Nia Peeples).

## Repartiment

### Principal
- Chuck Norris com el sergent Ranger de Texas Cordell Walker, un antic marine i un Ranger modern que creu en el Codi del Vell Oest. És un veterà condecorat de la guerra del Vietnam i un expert en arts marcials. Ell és el gran protagonista de la sèrie.[7]
- Clarence Gilyard com el sergent de Texas Ranger James "Jimmy" Trivette, company i millor amic de Walker.[8] És un antic jugador professional de futbol americà dels Dallas Cowboys, on va ser un gran receptor.
- Sheree J. Wilson com a assistent del comtat de Tarrant D.A. Alexandra "Alex" Cahill, amb qui Walker surt més tard durant unes quantes temporades i finalment es casa.
- Noble Willingham (Gailard Sartain a l'episodi pilot de la sèrie) com el capità retirat del Texas Ranger C.D. Parker, amic i excompany de Walker que és propietari d'un bar-restaurant a Fort Worth (Texas), i és l'únic que s'adreça a Walker pel seu nom de pila Cordell regularment. C.D. assistia regularment a Walker i Trivette.
- Floyd Red Crow Westerman (Apesanahkwat en tres aparicions com a convidat de la temporada 2) com a oncle patern de Walker, Ray Firewalker, també conegut com a oncle Ray. Va criar Cordell després que els seus pares, John i Elizabeth Firewalker, fossin assassinats. Ray desapareix al final de la segona temporada i més tard es revela que va morir durant l'episodi "Lucas" de la temporada 5.
- Marco Sanchez com el detectiu Carlos Sandoval, un detectiu del Departament de Policia de Dallas i el millor amic de Trent Malloy. Sovint fa equip amb Walker i Trivette en els casos. Sánchez es repeteix a les temporades 4-5 i forma part del repartiment principal de la temporada 6.
- Jimmy Wlcek com a Trent Malloy, fill d'un pastor i antic estudiant d'arts marcials de Walker. És cinturó negre de karate i dirigeix tant el seu propi dojo com l'Agència de Protecció. També sovint fa equip amb Walker i Trivette en els casos. Wlcek es repeteix a les temporades 4-5 i forma part del repartiment principal de la temporada 6.
- Nia Peeples com a Texas Ranger Sydney "Syd" Cooke, una Ranger novell que s'uneix a Walker a la setena temporada de la sèrie.
- Judson Mills com el Texas Ranger Francis Gage, un altre Ranger novell que s'uneix a Walker a la setena temporada de la sèrie.

### Suport
- Cynthia Dorn com a M.E. Mary Williams, una metgessa forense en la majoria dels casos d'assassinat que es van produir al programa.
- James Drury com el capità del Texas Ranger Tom Price, supervisor de Walker i Trivette. Només apareix durant la temporada pilot.
- Vanessa Paul com a Josie Martin, que dirigeix un 'H.O.P.E.' centre creat per Alex després d'una experiència propera a la mort. Una de les dames d'honor d'Alex al casament d'Alex i Walker.
- Frank Salsedo com a White Eagle, el líder espiritual de la reserva cherokee on va créixer Walker, que debuta durant la temporada 3.
- Rod Taylor com a Gordon Cahill, el pare d'Alex, que també és advocat.
- Eloy Casados com el xèrif Sam Coyote, el xèrif de la reserva cherokee i molt bon amic de Walker.
- Peter Onorati com el sergent Vincent Rosetti, un sergent de policia de Nova York amb un fort accent novaiorquès i que és una mica arrogant.
- Terry Kiser com a Charlie Brooks, un informador de Walker i Trivette maldestre i ràpid de parlar.
- Robert Fuller com el Ranger Wade Harper, un Ranger retirat d'El Paso (Texas) que va enrolar-se per treballar per a Walker i Trivette. Anteriorment, Robert Fuller va aparèixer fent un altre personatge en un episodi: Cabe Wallace, un Texas Ranger del segle XIX.
- Julia Nickson com la doctora Susan Lee, una genetista que havia estat segrestada tres vegades al llarg de les seves aparicions i la mare de Davey.
- Wayne Pere com a Victor LaRue, un dels arxienemics de Walker que va intentar violar l'Alex repetidament fins que va ser assassinat a trets en la seva última aparició, "Trial of LaRue".